# Marco Wriedt

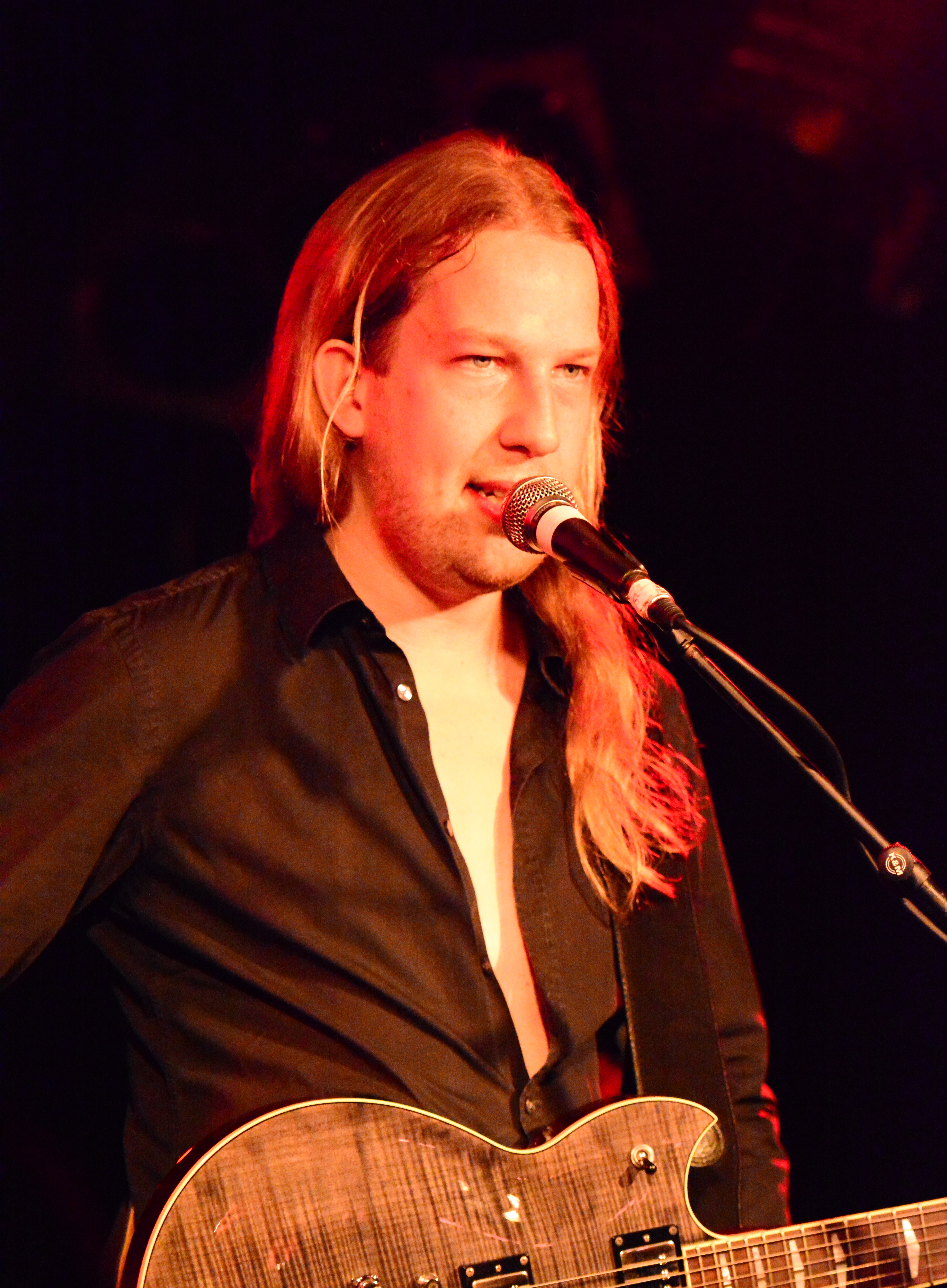
Marco Wriedt bei den Hamburg Metal Dayz 2014

Marco Wriedt (* 21. September 1984 in Rendsburg, Schleswig-Holstein) ist ein deutscher Gitarrist und Songwriter.

## Werdegang
Marco Wriedt bekam seinen ersten Gitarrenunterricht mit zehn Jahren. Mit neunzehn wurde er professioneller Musiker, als er auf Europatour mit Jeff Scott Soto (Ex-Journey, Yngwie Malmsteen) und der Pop-Sängerin Daize Shayne auf Tour ging.
Von 2007 bis 2015 spielte Wriedt bei der Rockband Axxis und erhielt ständige Chartplatzierungen, Europa-Tourneen, Auftritte bei Open-Air-Konzerten, z. B. Wacken Open Air, Masters of Rock Festival, Rock of Ages oder Loreley. 2010 gründete er mit Alexander Landenburg die Rock Band 21Octayne. 2011 half er bei der Rock Band Pink Cream 69 für vier Konzerte auf deren Tour mit Helloween und Stratovarius aus. 2018 erschien von 21Octayne die Single "Neo". 
Danach gründete Marco Wriedt gemeinsam mit Julian Rolinger die Band The Arc Of Light. Bisher erschienen 4 Singles. 
Im Januar 2020 wurde Wriedt neuer Gitarrist bei Pink Cream 69 und wechselte als Gitarren-Endorser/Artist von Fender zu Paul Reed Smith. Seit Februar 2020 arbeitet Wriedt außerdem an seinem ersten Soloalbum "Guitar Stories".

## Diskografie
mit AXXIS
- 2007: Doom of Destiny
- 2009: Utopia
- 2011: 20 Years of AXXIS-Live at Zeche/Bochum (The official Bootleg) DVD+CD
- 2014: Kingdom of the Night II
- 2015: Rock & Power - 25 years of AXXIS live at Zeche/Bochum - DVD+CD

mit 21Octayne
- 2014: Into the Open
- 2015: 2.0
- 2016: Addicted to Thrill (Single)

- 2018: Neo (Single)

mit The Arc Of Light
- 2019: Supernatural (Single)
- 2019: Sound of Leaves (Single)
- 2020: Burning for Life (Single)

- 2020: Cinematic Reverie (Single)

Sonstige
- 2011: Wolfpakk
- 2014: Mob Rules: Timekeeper